# Lucrecia romana (Parmigianino)
Lucrecia romana es una pintura al óleo sobre tabla (68 cm x 52 cm) de Parmigianino de 1540 y conservada en el Museo Nacional de Capodimonte de Nápoles. Tradicionalmente se considera el último trabajo terminado del artista antes de morir, a los treinta y siete años.

## Historia
La mención de Vasari, que recordaba como última obra del artista "un cuadro de una Lucrecia romana, que era cosa divina y lo mejor que jamás se había visto de su mano" es hoy considerada veraz y ligada a la pintura en Nápoles, proveniente de las colecciones Farnesio y que en la época del historiador de Arezzo se creía perdida: "ha sido robada, no se sabe dónde está".
Una Lucrecia es recordada en el inventario de las pinturas del príncipe Ranuccio I Farnesio a finales del siglo XVI, pero en la descripción del palacio ducal de Barri (1670) de Lucrecia de mano de Parmigianino se  citan dos, una en la Cámara de la Audiencia y otra en la Cámara de los Amoretti. La segunda Lucrecia, hoy desconocida, debía ser de cuerpo entero, como atestigua un grabado de Enea Vico con la inscripción "F. V./FRAN. PAR/INVENTOR" y un dibujo con variaciones atribuido a Parmigianino (National Gallery de Washington, b-25, 839), y que debió haber sido pintado para Giovanni Antonio de Vezzani, como lo recuerda Da Erba en 1572.
Ya en condiciones de conservación comprometidas, la pintura napolitana sufriría antaño numerosas atribuciones, finalmente despejadas tras la restauración de 1997. Fue asignada a Pellegrino Tibaldi por Bodmer (1939), a Girolamo Mazzola Bedoli por Frizzoni (1884), Ricci (1894), Testi (1908), De Rinaldis (1911), Freedberg (1950), Fagiolo dell'Arco (1970) y Mildstein (1978). Habían sostenido en cambio la autoría de Parmigianino Arturo Quintavalle (1948), Carlos Briganti (1945), Ferdinando Bolonia (1946), Roberto Longhi (1958), Ghidiglia Quintavalle (1971) y Leone de Castris (1994), a la cual se añadió De Giampaolo tras la restauración de 1997.
La frialdad marmórea de la carnación y la abstracta elegancia del perfil, con el labio superior ligeramente saliente, demuestran una altísima calidad que nunca fue alcanzada por Bedoli; además un dibujo preparatorio para el broche camafeo con la Diana (Galería Nacional de Parma, inv. 510/19) de segura mano de Parmigianino, se consideran ahora pruebas para la atribución.
La confirmación de la datación tardía se basa en las similitudes estilísticas con Las tres vírgenes prudentes y las tres vírgenes necias de la Virgen de la Steccata de Parma. Numerosas son las copias antiguas de la pintura: una en la colección Doblyn en Dublín, una en Hungría, una pasada al mercado anticuario en 1986 (Sotheby's, 10.10.1896 n. 25), otra en los depósitos de los Uffizi.

## Descripción y estilo
Resaltando sobre fondo liso negro, Lucrecia es retratada a media figura con el busto de tres cuartos hacia la izquierda y la cabeza de perfil, levantada al cielo en un gesto extremo. Un pecho aparece al aire, al no quedar cubierto por la blanca túnica sostenida por una banda dorada al hombro cerrada con un camafeo también dorado con la figura de Diana (símbolo de castidad). Se está hundiendo el puñal en el torso, para olvidar con la muerte la afrenta sufrida y la vergüenza por la violencia de que ha sido objeto.
Purísimo es el perfil de la joven, de reminiscencia clásica, con la carne compacta y la piel traslúcida como porcelana, salpicada de realistas efectos visuales, como el enrojecimiento de la barbilla, mejilla y oreja. Extremadamente refinado es el peinado, con trenzas enrolladas sobre la nuca, decoradas con cintas, hilos dorados y de perlas, de diverso matiz cromático.
Como en otros pintores de la época, el gesto de Lucrecia, por firme que sea la mano que aguanta el ornamentado puñal, no corresponde a ninguna sensación dramática de dolor, pues enfrenta su destino con calma ritual, como si de una actriz actuando se tratara. Esto hace la imagen más abstracta y sublime, atenuando también los evidentes componentes eróticos.